# Michael Egidius Luthardt
Michael Egidius Luthardt (* 13. Dezember 1957 in Meiningen) ist ein deutscher Politiker (Bündnis 90/Die Grünen, ehemals Die Linke) und war von 2009 bis 2014 direkt gewählter Abgeordneter im Landtag Brandenburg für die Fraktion Die Linke und deren agrarpolitischer Sprecher.

## Leben
Aufgewachsen in der südthüringischen Stadt Meiningen besuchte Michael Luthardt von 1964 bis 1974 die Polytechnische Oberschule „Friedrich Schiller“. Anschließend absolvierte er von 1974 bis 1977 eine Berufsausbildung mit Abitur zum Forstfacharbeiter in Bad Doberan. Von Oktober 1977 bis Oktober 1980 leistete er einen Wehrdienst beim Wachregiment „Feliks Dzierzynski“.
Von 1980 bis 1985 studierte er Forstwirtschaft an der Technischen Universität Dresden. 1985 wurde er wissenschaftlicher Mitarbeiter am Institut für Forstwirtschaft in Eberswalde (heutiges Landeskompetenzzentrum Forst Eberswalde). 1989 wurde Luthardt zum Doktor  rerum silvaticarum promoviert. Nach der Wende war er von 1990 bis 2001 im Biosphärenreservat Schorfheide und anschließend bis 2014 als Referatsleiter im Brandenburgischen Landwirtschafts- und Umweltministerium tätig. Von 2014 bis 2023 war Luthardt Leiter des Landeskompetenzzentrums Forst Eberswalde (LFE) im Landesbetrieb Forst Brandenburg (LFB).
Luthardt ist geschieden, hat zwei Kinder und wohnt in Klein Ziethen. Seit 2024 ist er im Ruhestand.

## Politik
Er wurde am 17. Januar 1977 Mitglied der SED und verließ die Partei in der Wendezeit. Im Jahr 2003 begann er sich wieder in einer Wählergemeinschaft auf Kommunalebene politisch zu engagieren. Ab 2008 war Luthardt Mitglied des Barnimer Kreistages für Die Linke. Ab Oktober 2009 war er Mitglied der Brandenburgischen Linksfraktion und dort agrarpolitischer Sprecher. Er gewann sein Direktmandat im Wahlkreis Barnim III mit 31,4 Prozent abgegebenen Erststimmen. Nach der Landtagswahl in Brandenburg 2014 schied er aus dem Landtag aus. Im Sommer 2017 trat Luthardt aus der Linken aus, da die rotrote Landesregierung die Klimaziele aufgebe und an die Wünsche des Braunkohlekonzerns Leag anpasse. Ende 2017 trat er Bündnis 90/Die Grünen bei und kandidierte 2018 für diese als Landrat für den Landkreis Barnim. Bei der Brandenburger Landtagswahl am 1. September 2019 trat er für seine Partei im Landtagswahlkreis Barnim III und auf Platz 12 der Landesliste an, verpasste jedoch den direkten Einzug in den Landtag. Im Januar 2020 verzichtete er aus gesundheitlichen Gründen zugunsten von Ricarda Budke darauf, als Nachrücker für Axel Vogel in den Landtag einzuziehen.

## Wehrdienst im Wachregiment „Feliks Dzierzynski“
Nach dem Eintritt der Linkspartei in die Brandenburger Landesregierung 2009 gab es in der Linksfraktion mehrere Fälle von Verstrickungen mit dem Ministerium für Staatssicherheit in der DDR, die vorher verheimlicht wurden. In diesem Zusammenhang wurde auch der Wehrdienst Luthardts beim Wachregiment thematisiert. Es liegt eine handschriftliche Verpflichtungserklärung aus dem Jahr 1978 vor, in der Luthardt sich bereit erklärte, alle „Kräfte und Fähigkeiten einzusetzen“, um die Pflichten und Aufgaben des MfS zu erfüllen, was dem üblichen Normtext entspricht. Jedoch gab er bereits im Jahr 1977 an, nicht Berufssoldat beim MfS werden zu wollen. Im April 1987 wurde er auf Befehl zu einer Sondereinheit der Arbeitsgruppe des Ministers/Sicherheit (AGM/S) versetzt. Sein Dienst im Wachregiment bestand in der Bewachung eines im Wald stehenden ehemaligen Gutshofes, der meist leer stand und vom MfS für die Durchführung von Kursen verwendet wurde. Er führte dort Pförtnerdienste und Streifengänge aus. Luthardt erklärte, dass er den Wehrdienst beim Wachregiment angetreten hatte, da ihm sowohl in der Schule als auch bei der Studienberatung erklärt worden war, dass er wegen Mangels an Studienplätzen im Fachgebiet Forstwirtschaft nur Chancen für ein Studium habe, wenn er sich als Soldat für 3 Jahre verpflichte. Im Anschluss an den Wehrdienst wurde ihm mehrfach nahegelegt, eine Verpflichtungserklärung als inoffizieller Mitarbeiter zu unterzeichnen. Dabei wurde ihm ein Salär von 1.000 Mark angeboten und im Falle der Ablehnung mit persönlichen Nachteilen gedroht. Dies hat er jedoch „mit einer Mischung aus Stolz und Angst“ abgelehnt.
Seinen Wehrdienst beim Wachregiment hatte Luthardt zwar vor der Landtagswahl in Brandenburg parteiintern bekannt gegeben. Jedoch gab er auf seiner Website lediglich den Wehrdienst an, ohne auszuweisen, dass er diesen beim Wachregiment abgeleistet hatte. Daraufhin wurde er zunächst zu den anderen „Stasi-Fällen“ in der Brandenburger Linksfraktion dazugezählt. Bei den anderen Fällen lagen jedoch Verpflichtungserklärungen als inoffizielle Mitarbeiter vor, sodass auch davon geschrieben wurde, dass man Luthardt von der Gesamtzahl der Fälle abziehen müsse.